# THE ORCHESTRA JAPAN
THE ORCHESTRA JAPAN（オーケストラ・ジャパン）は日本の東京に拠点を置くオーケストラである。TOJと略されることがある。

## 概要
創立は2015年4月。株式会社のオーケストラとして設立された。創立時のオーディションには400名を超える応募者が参加し、国内外からメンバーが集まった。
2015年の活動は主に、ディズニー・オン・クラシック 春の音楽祭2015、ディズニー・オン・クラシック 全国ツアー（9月 - 12月）、オリンピックコンサート2015、ピクサー・イン・コンサートなど。
その演奏模様はNHK総合テレビ、TBSチャンネル1、WOWOWプレミアム、WOWOWライブなどで全国放送された。

## 過去の主な公演
- ディズニー・オン・クラシック　春の音楽祭2015 （2015年5月 - 6月・東京・12公演）
- オリンピックコンサート2015（2015年6月・東京）
- オリンピックコンサート2015（2015年7月・埼玉）
- ディズニー・オン・クラシック　まほうの夜の音楽祭2015 （2015年9月 - 12月・全国・60公演）
- ピクサー・イン・コンサート（2016年2月・東京・2公演）